# Shazam! (film)
Shazam! är en amerikansk superhjältefilm i regi av David F. Sandberg, baserad på DC Comics-figuren med samma namn. Det är den sjunde delen i filmserien DC Extended Universe. Filmen hade biopremiär den 5 april 2019.
En uppföljare, Shazam! Fury of the Gods, släpptes den 17 mars 2023.

## Rollista (i urval)
- Asher Angel och Zachary Levi – William "Billy" Batson / Shazam
- Mark Strong – Thaddeus Sivana
- Jack Dylan Grazer – Frederick "Freddy" Freeman
- Djimon Hounsou – Trollkarlen Shazam
- Grace Fulton – Mary Bromfield
- Ian Chen – Eugene Choi
- Jovan Armand – Pedro Peña
- Faithe Herman – Darla Dudley
- Cooper Andrews – Victor Vázquez
- Marta Milans – Rosa Vázquez